# Eric Julius Biörner
Eric Julius Biörner, född 22 juli 1696 i Timrå socken i Medelpad, död 1750, var en svensk ämbetsman och fornforskare.
Han började studera vid Uppsala universitet 1715 och utgav 1717 avhandlingen De Suedia boreali. Denna värderades högt och Björner vann Johan Peringskiölds ynnest och fick en kanslistbeställning vid Antikvitetskollegium i Stockholm.
Vid den yngre Peringskiölds död 1725 utnämndes Björner till sekreterare i samma ämbetsverk och blev 1738 befordrad till assessor. Han var en enträgen fornforskare och gjorde i sina yngre år en resa till sina hemtrakter och runt om Medelpad, Ångermanland och Hälsingland för att avteckna och beskriva  fornfynd och runstenar. Han arbetade sedan som translator och översatte ett stort antal isländska sagor till svenska, vilka ansågs som en av de viktigaste källorna till Sveriges äldsta historia. Björner var en trogen elev till Olof Rudbeck den äldre och hans lära om svensk fornhistoria. Med tiden blev han dock alltmer ensam om denna övertygelse och en av hans främsta kritiker var historikern Olof von Dalin.
Eric Julius Björner var son till häradshövdingen Mauritz Biörner och Anna Katarina Teet. Han gifte sig med Ebba Hadelin den 2 april 1734, men äktenskapet blev barnlöst. Hans troligen mest kända verk är Nordiska kämpa dater, i en sagoflock samlade om forna kongar och hjältar (1737).